# Communauté de communes Entre Dordogne et Louyre
La communauté de communes Entre Dordogne et Louyre est une ancienne communauté de communes française, située dans le département de la Dordogne, en région Aquitaine.
Elle tient son nom des deux cours d'eau qui la traversent : la Dordogne et son sous-affluent la Louyre.
Elle faisait partie du Pays du Grand Bergeracois.

## Histoire
La communauté de communes Entre Dordogne et Louyre a été créée le 27 décembre 2002 pour une prise d'effet au 1er janvier 2003.
Au 1er janvier 2013, elle est dissoute et ses membres font désormais partie de la communauté de communes des Bastides Dordogne-Périgord nouvellement créée.

## Composition
Elle regroupait les communes suivantes :
1. Baneuil
2. Cause-de-Clérans
3. Liorac-sur-Louyre
4. Mauzac-et-Grand-Castang
5. Pezuls
6. Pressignac-Vicq
7. Saint-Agne
8. Saint-Capraise-de-Lalinde
9. Sainte-Foy-de-Longas
10. Saint-Félix-de-Villadeix
11. Saint-Marcel-du-Périgord
12. Verdon

## Administration
| Période                                  | Période       | Identité            | Étiquette | Qualité                                      |
| ---------------------------------------- | ------------- | ------------------- | --------- | -------------------------------------------- |
| janvier 2003                             | décembre 2012 | Philippe Gondonneau |           | Adjoint au maire de Saint-Félix-de-Villadeix |
| Les données manquantes sont à compléter. |               |                     |           |                                              |

## Compétences
- Action sociale
- Activités sportives
- Assainissement collectif
- Assainissement non collectif
- Constitution de réserves foncières
- Environnement
- Tourisme
- Urbanisme
- Zones d'activités industrielle, commerciale, tertiaire, artisanale ou touristique

### Sources
- Le SPLAF (Site sur la Population et les Limites Administratives de la France)
- La base ASPIC de la Dordogne - (Accès des Services Publics aux Informations sur les Collectivités)